# لويزا بيترز
لويزا بيترز (بالإنجليزية: Luisa Peters)‏ هي رباعة نيوزيلندية، ولدت في 27 يونيو 1993 في راروتونغا في جزر كوك.

## وصلات خارجية
- لويزا بيترز على موقع الاتحاد الدولي (الإنجليزية)
- لويزا بيترز على موقع اللجنة الأولمبية الدولية (الإنجليزية)
- لويزا بيترز على موقع أوليمبيديا (الإنجليزية)
- لويزا بيترز على موقع اتحاد ألعاب الكومنولث (مؤرشف) (الإنجليزية)
- لويزا بيترز على موقع دورة ألعاب الكومنولث 2014 (مؤرشف) (الإنجليزية)